# 小行星4382
小行星4382（英語：4382 Stravinsky）是一颗围绕太阳公转的小行星。1989年11月29日，佛蒙特·伯根在陶腾堡发现了此天体。
这颗小行星的绝对星等为251.45759等。